# Puchar Europy w Lekkoatletyce 1993
14. Puchar Europy w lekkoatletyce – europejska impreza lekkoatletyczna, która odbyła się w czerwcu 1993 roku. Organizacją pucharu Europy zajmowało się Europejskie Stowarzyszenie Lekkoatletyczne.

## Superliga
Zawody Superligi Pucharu Europy rozegrano 26 i 27 czerwca na Stadio Olimpico w Rzymie. W związku z faktem iż obiekt ten dysponuje 9 torową bieżnią w zawodach wystartowało 9, a nie jak zwykle 8, reprezentacji narodowych. Rywalizację wśród pań i panów wygrała ekipa Rosji.

### Tabela końcowa
| Pozycja | Reprezentacja   | Punkty |
| ------- | --------------- | ------ |
| 1       | Rosja           | 128    |
| 2       | Wielka Brytania | 124    |
| 3       | Francja         | 123    |
| 4       | Niemcy          | 119    |
| 5       | Włochy          | 112    |
| 6       | Ukraina         | 97     |
| 7       | Hiszpania       | 76     |
| 8       | Polska          | 65     |
| 9       | Czechy          | 54     |

| Pozycja | Reprezentacja   | Punkty |
| ------- | --------------- | ------ |
| 1       | Rosja           | 141    |
| 2       | Rumunia         | 102    |
| 3       | Ukraina         | 97,5   |
| 4       | Niemcy          | 96     |
| 5       | Wielka Brytania | 91     |
| 6       | Francja         | 75     |
| 7       | Polska          | 62     |
| 8       | Włochy          | 55,5   |
| 9       | Finlandia       | 44     |

## I liga
Zawody I ligi (tzw. Finał B) odbyły się w stolicy Belgii - Brukseli 12 i 13 czerwca.

### Tabela końcowa
| Pozycja | Reprezentacja | Punkty |
| ------- | ------------- | ------ |
| 1       | Szwecja       | 112    |
| 2       | Rumunia       | 99,5   |
| 3       | Węgry         | 97     |
| 4       | Bułgaria      | 94,5   |
| 5       | Szwajcaria    | 87,5   |
| 6       | Finlandia     | 86     |
| 7       | Norwegia      | 72     |
| 8       | Belgia        | 71,5   |

| Pozycja | Reprezentacja | Punkty |
| ------- | ------------- | ------ |
| 1       | Białoruś      | 91,5   |
| 2       | Hiszpania     | 81     |
| 3       | Szwajcaria    | 79     |
| 4       | Bułgaria      | 78     |
| 5       | Czechy        | 78     |
| 6       | Norwegia      | 70     |
| 7       | Belgia        | 67     |
| 8       | Węgry         | 66,5   |